# Джоузеф Шенк
Джоузеф Майкъл Шенк (на английски: Joseph Michael Schenck) американски изпълнителен директор на филмово студио, родом от Русия. Той е един от 36-те основатели на Академията за филмово изкуство и наука.

## Биография
Шенк е роден в еврейско семейство в Рибинск, Ярославска област, Руска империя. Той емигрира в Ню Йорк на 19 юли 1892 г. под името Осип Шенкер и заедно с по-малкия си брат Никълъс навлиза в развлекателния бизнес, оперирайки концесии в увеселителния парк Форт Джордж в Ню Йорк. Виждайки потенциала на такъв бизнес, през 1909 г. братята Шенк купуват увеселителен парк Палисейдс, а след това стават участници в нововъзникващата киноиндустрия в партньорство с Маркъс Льов, с когото управляват верига киносалони.
През 1916 г. чрез участието си във филмовия бизнес, Джоузеф Шенк се запознава и се жени за Норма Талмедж, изгряваща млада звезда от Витаграф Студиос. Той става първият от тримата й съпрузи, но тя е единствената му съпруга. Заедно с майка ѝ Шенк надзирава, контролира и насърчава кариерата на Норма. През 1917 г. двойката създава Норма Талмедж Филм Корпорейшън, която се превръща в доходоносно предприятие. Развеждат се през 1934 г.
След като се разделя с брат си, Джоузеф Шенк се мести на Западното крайбрежие на САЩ, където се очертава да се развива филмовата индустрия в бъдеще. В рамките на няколко години Шенк става втори президент на новото филмово студио Юнайтед Артистс (основано през 1919 г.).
През 1933 г. той си партнира с Дарил Ф. Занък, с когото създават филмовото студио „Туентиът Сенчъри Пикчърс“, което през 1935 г. се слива с „Фокс Филм Корпорейшън“. Като председател на новосъздаденото студио „Туентиът Сенчъри Фокс“, Шенк става един от най-влиятелните хора във филмовия бизнес. Уличен в плащане на подкупи, за да си осигури мир с войнстващите профсъюзи, заради което е осъден за укриване на данъци и прекарва време в затвора, преди да получи помилване от президента на САЩ. След освобождаването си се завръща в „Туентиът Сенчъри Фокс“, където се увлича по неизвестната тогава актриса Мерилин Монро и играе ключова роля в стартирането на нейната кариера.
Шенк се пенсионира през 1957 г. и малко след това претърпява инсулт, от който така и не се възстановява напълно. Умира в Лос Анджелис през 1961 г. на 84-годишна възраст и е погребан в гробището Маймонидес в Бруклин, Ню Йорк .

## Отличия
Като един от основателите на Академията за филмово изкуство и наука, през 1952 г. Шенк получава специална награда на Академията като признание за приноса му за развитието на филмовата индустрия. Той има звезда на Холивудската алея на славата на булевард Холивуд 6757.